# Natalia Androsova
Natalia Androsova, född 1917, död 1999, var en rysk furstinna. Hon var dotter till furst Alexander Nikolajevitj-Romanovskij-Iskander och sondotter till storfurst Nikolaj Konstantinovitj av Ryssland. Hon och hennes bror var de enda personer ur det ryska tsarhuset som stannade kvar i Ryssland efter ryska revolutionen och levde sina liv i Sovjetunionen. 

## Biografi
Efter revolutionen förblev Natalia och hennes bror Kirill de enda två medlemmarna av Romanovdynastin i Sovjetunionen. De återstående representanterna emigrerade antingen från Ryssland, eller dog under revolutionen och inbördeskriget. Deras far deltog i inbördeskriget på den vita sidan och evakuerades från Ryssland 1920, och de återsåg honom aldrig. 
År 1922 flyttade deras mor från Tasjkent till Moskva med sina två barn. 1924 gifte sig deras mor Olga Iosifovna med Nikolai Nikolaevitj Androsov (1877-1936), en finansiell tjänsteman, som skrev in Natalia och Kirill i hans pass som sina barn. Barnens släktskap med Romanov raderades från dokumenten, vilket räddade dem från många problem. 
Natalia Androsova beskrivs som vacker, djärv och orädd, och hade för vana att klä sig i eleganta manskläder. Hon talade öppet och med stolthet om sin familjebakgrund för sina privata bekanta, och skrattade då de kallade hennes fotografier av hennes kejserliga släktingar och lilla samling kejserliga värdesaker för skamliga och bad henne gömma undan dem. Hon blev professionell motorcyklist. Under Stalins utrensningar 1939 ledde hennes öppenhet till att hon anmäldes till hemliga polisen KGB på Lubjanka, som kallade henne och gav henne ultimatum att bli skjuten eller bli hemlig agent. KGB:s fil beskrev henne som intelligent och vacker och en utmärkt agent på alla sätt utom det faktum att hon hade blivit det ovilligt.
Under andra världskriget stannade hon i Moskva när staden var nära att intas av tyskarna, förde befäl över en lokal grupp brandsoldater och brukade handgripligen gripa tag i brandbomber och slänga dem i sanden för att förhindra dem att explodera. Hon körde också en brödbuss ut till fronten. Efter kriget turnerade hon runt Sovjet och utförde cirkusföreställningar med motorcykel. Hon pensionerade sig 1964 och bodde sedan ensam i en liten lägenhet i Moskva.